# کریستوف اشتراسر
کریستوف اشتراسر (آلمانی: Christoph Strasser؛ زادهٔ ۴ نوامبر ۱۹۸۲) دوچرخه‌سوار اهل اتریش است.